# هاناي موري
هاناي موري (8 يناير 1926 - 11 أغسطس 2022)، هي مصممة أزياء يابانية. لُقبت بـ «السيدة فراشة» إذ إن نقشات الفراشات كانت تميّز تصاميمها وشكّلت علامتها الفارقة. تُعتبر هاناي موري من النخبة في مجال الأزياء الراقية «هوت كوتور»، وارتدت نساء شهيرات كثيرات أزياءها الفاخرة التي كانت تُخاط يدوياً، بينهنّ مثلاً سيدة أمريكا الأولى نانسي ريغان والممثلة غريس كيلي زوجة أمير موناكو.
وكانت هاناي موري واحدة من النساء اليابانيات القليلات اللواتي يترأسن شركات عالمية، وكانت بالتالي رائدة في تحرير المرأة في بلدها.
وكانت لها خلال مسيرتها المهنية الطليعية محطات في طوكيو - حيث بدأت في فترة ما بعد الحرب بصناعة الأزياء للسينما - وفي نيويورك وباريس حيث أصبحت علامتها التجارية في عام 1977 أول دار أزياء آسيوية تنضم إلى صفوف الغرفة النقابية النخبوية جداً للـ«هوت كوتور» في باريس.

## الجوائز
في عام 1988، حصلت على ميداليات الشرف (اليابان) من الشريط الأرجواني من حكومة اليابان.
- في عام 1989 حصلت على وسام جوقة الشرف الفرنسي من قبل الرئيس الفرنسي فرانسوا ميتران.
- في عام 1996 حصل موري على وسام الثقافة من إمبراطور اليابان.

## روابط خارجية
- هاناي موري في موقع دليل عارضات الأزياء
- هاناي موري على موقع IMDb (الإنجليزية)
- هاناي موري على موقع قاعدة بيانات الفيلم (الإنجليزية)